# 坪井善明
坪井 善明（つぼい よしはる、1948年11月1日 - ）は、ベトナム史学者、早稲田大学名誉教授。専攻はベトナム政治・社会史、国際関係学、国際開発論。
埼玉県生まれ。1972年東京大学法学部第3類（政治コース）卒業。1982年パリ大学社会科学高等研究院課程博士。1982年北海道大学法学部助教授、1988年教授、1989-91年、在ベトナム日本大使館専門調査員として外務省に出向。1997年早稲田大学政治経済学部教授、政治経済学術院教授。2019年定年退職。
1988年「フランスと中華帝国に対するヴェトナム帝国」で渋沢・クローデル賞、1995年『ヴェトナム 「豊かさ」への夜明け』でアジア・太平洋賞特別賞受賞。2020年、瑞宝中綬章受章。
2003年札幌市長選挙に出馬するも、5位で落選。

## 著書
- 『近代ヴェトナム政治社会史 阮朝嗣徳帝統治下のヴェトナム1847-1883』東京大学出版会 1991
- 『ヴェトナム 「豊かさ」への夜明け』岩波新書 1994
- 『ヴェトナム現代政治』東京大学出版会 2002
- 『ヴェトナム新時代 「豊かさ」への模索』岩波新書 2008

### 共編著・監修
- 『ヴェトナム 暮らしがわかるアジア読本』編 河出書房新社 1995
- 『ヴェトナム 躍動アジア』監修 アジア文化交流協会 1997
- 『アンコール遺跡と社会文化発展 アンコール・ワットの解明』編著 連合出版 2001
- 『Yosakoiソーラン祭り 街づくりNPOの経営学』長谷川岳共著 岩波アクティブ新書 2002

翻訳
- ルシアン・ビアンコ『中国革命の起源1915-1949』坂野正高訳 補訳 東京大学出版会 1989

## 論文
- Cinii